# Труппа Московского Художественного театра
Список артистов Московского Художественного театра по годам их вступления в труппу МХТ до конфликта 1987 года, который привёл к образованию двух разных театров: «ефремовского» МXТ и «доронинского» МХАТа.

## 1898 год

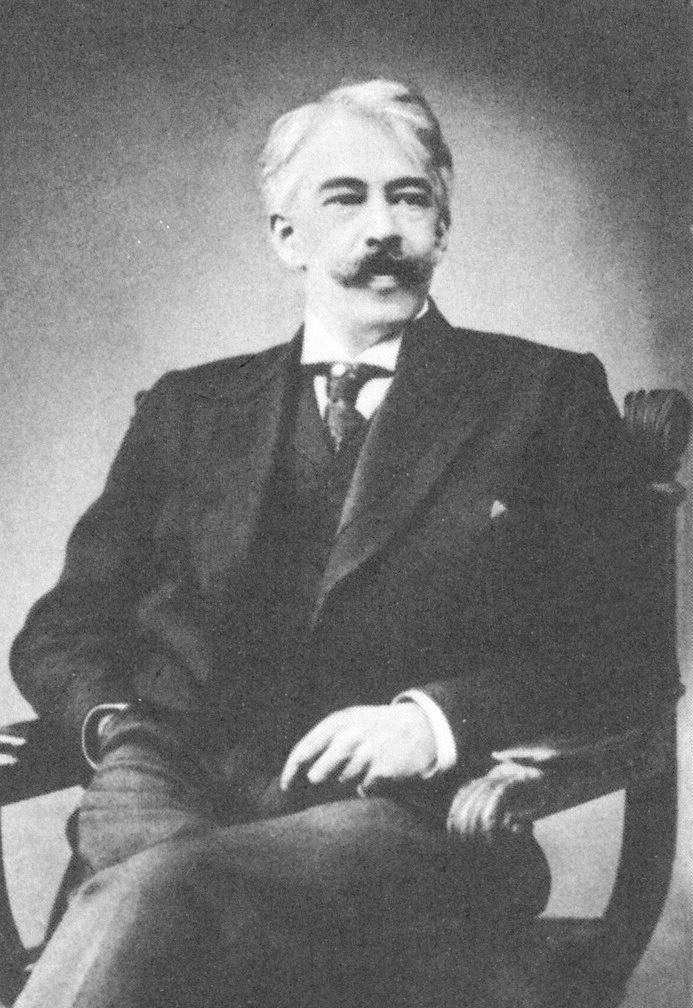
Константин Станиславский, 1912 год

- Адашев, Александр Иванович (по 1913 год)
- Александров, Николай Григорьевич (по 1930 год) — актёр и помощник режиссёра, потом режиссёр
- Артём, Александр Родионович (по 1914 год)
- Андреев, Александр Иванович (наст. фамилия Скюдери; по 1906 год) — актёр и помощник режиссёра
- Андреева (Желябужская) Мария Фёдоровна (по 1905 год)
- Бурджалов, Георгий Сергеевич (по 1924 год)
- Вишневский, Александр Леонидович (по 1943 год)
- Гельцер, Любовь Васильевна (по 1906 г., жена актёра И. М. Москвина, сестра балерины Е. В. Гельцер)
- Грибунин, Владимир Фёдорович (по 1933 год)
- Григорьева (Николаева) Мария Петровна (по 1941 год)
- Загаров, Александр Леонидович (по 1904 год)
- Книппер-Чехова, Ольга Леонардовна (по 1950 год)
- Кошеверов, Александр Сергеевич (по 1902 год; вместе с Мейерхольдом отделился в новую труппу)
- Кошеверова, Мария Васильевна (по 1902 год)
- Лилина, Мария Петровна (по 1943 год)
- Лужский (Калужский) Василий Васильевич (по 1931 год)
- Мейерхольд, Всеволод Эмильевич (по 1902 год)
- Москвин, Иван Михайлович, с 1943 — директор МХАТ (по 1946 год)

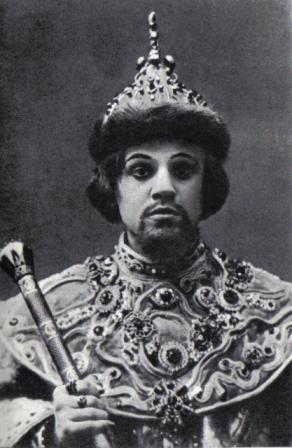
Иван Москвин в роли царя Фёдора

- Мунт, Екатерина Михайловна, актриса (по 1902 год, покинула театр вместе с Мейерхольдом)
- Назимова, Алла Александровна (настоящая фамилия — Левентон; по 1900 год) — актриса на эпизодические роли.
- Павлова, Вера Николаевна (Назарова; по 1919 год)
- Помялова, Александра Ивановна (по мужу Вальц; по 1905 и с 1906 по 1909 год)
- Раевская, Евгения Михайловна (по мужу Иерусалимская; по 1932 год)
- Роксанова, Мария Людомировна (по 1902 год), жена Н. Н. Михайловского
- Савицкая, Маргарита Георгиевна (по 1911 год), жена Г. Бурджалова
- Самарова, Мария Александровна (по 1919 год)
- Санин, Александр Акимович (наст. фамилия Шенберг; по 1902 год), муж Л. С. Мизиновой.
- Снегирев, Борис Михайлович (правильно Снигирев, псевдоним — Снежин; по 1932 год)
- Станиславский, Константин Сергеевич (по 1938 год)
- Судьбинин, Серафим Николаевич (по 1904 год), эмигрировал
- Тихомиров Иоасаф (Иоасафат) Александрович (по 1904 год)
- Труханова, Наталья Эдмундовна (по 1900 год)
- Халютина, Софья Васильевна (по 1950 год)
- Харламов, Алексей Петрович (по 1903 год)
- Шенберг, Дмитрий Акимович — (по 1904 год), брат А. А. Санина

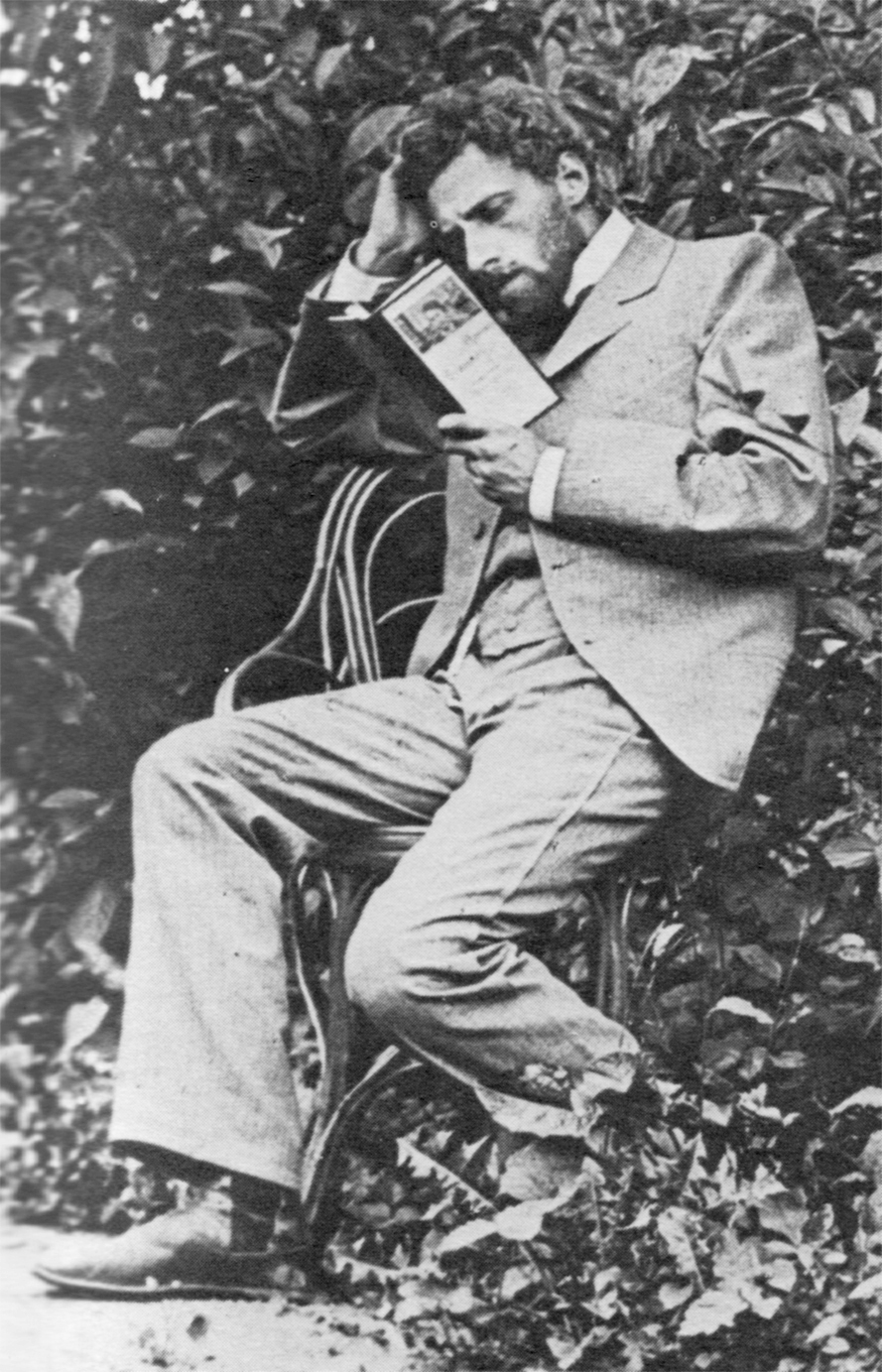
Вс. Мейерхольд за чтением «Чайки»

## 1899 год
- Абессаломов, Александр Васильевич (по 1902 год)
- Баранов, Николай Александрович (по 1903 год)
- Громов, Михаил Аполлинариевич (по 1906 год)
- Принципар, Прокофий Игнатьевич (по 1902 год)

## 1900 год
- Качалов, Василий Иванович (по 1948 год)

## 1901 год

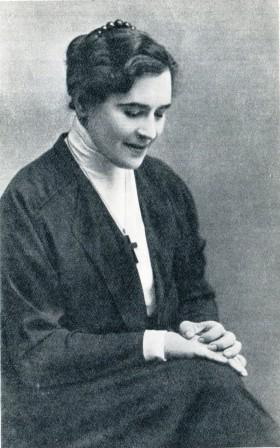
Ольга Книппер в роли Маши («Три сестры»)

- Антимонов, Сергей Иванович (по 1903 год)
- Косминская, Любовь Александровна (по 1905 год) — жена А. Л. Вишневского.
- Красковская, Татьяна Васильевна (в 1901—1904 и 1911—1943 годах)
- Литовцева, Нина Николаевна (по 1956 год)
- Муратова, Елена Павловна (по 1921 год)
- Петрова, Вера Антоновна (по 1906 год)

## 1902 год
- Асланов, Николай Петрович (по 1905 и в 1916—1917 годах)
- Германова, Мария Николаевна (по 1919 год)
- Грибунина, Вера Федоровна (по 1905 г.) Сестра В. Ф. Грибунина.
- Михайловский, Николай Николаевич (по 1902 год; муж актрисы Роксановой)

## 1903 год
- Леонидов, Леонид Миронович, (по 1915 год и в 1920—1941 годах), актёр, режиссёр

## 1904 год
- Коренева, Лидия Михайловна (по 1958 год)

## 1905 год
- Подгорный, Николай Афанасьевич (по 1947 год), с 1919 года — заведующий труппой и репертуаром

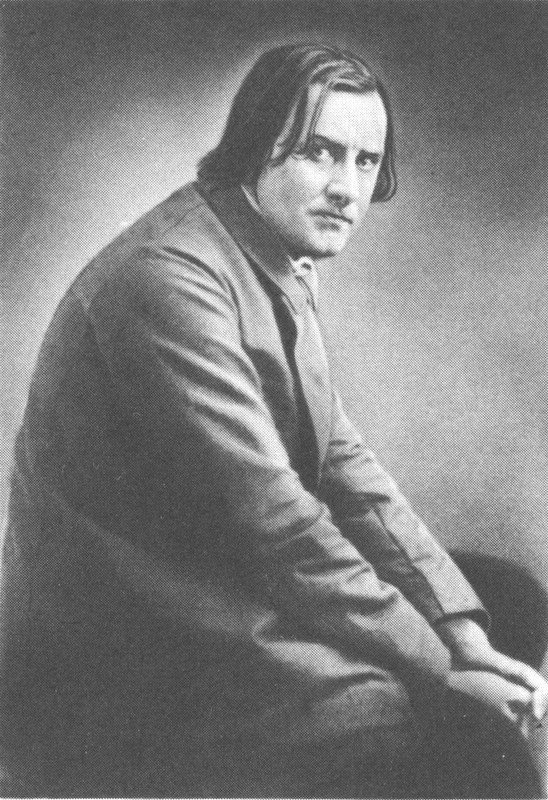
Василий Качалов

## 1906 год
- Коонен, Алиса Георгиевна (по 1913 год)
- Лаврентьев, Андрей Николаевич (по 1910 год)

## 1907 год
- Знаменский, Николай Антонович (по 1921 год)
- Массалитинов, Николай Осипович (по 1919 год)

## 1908 год

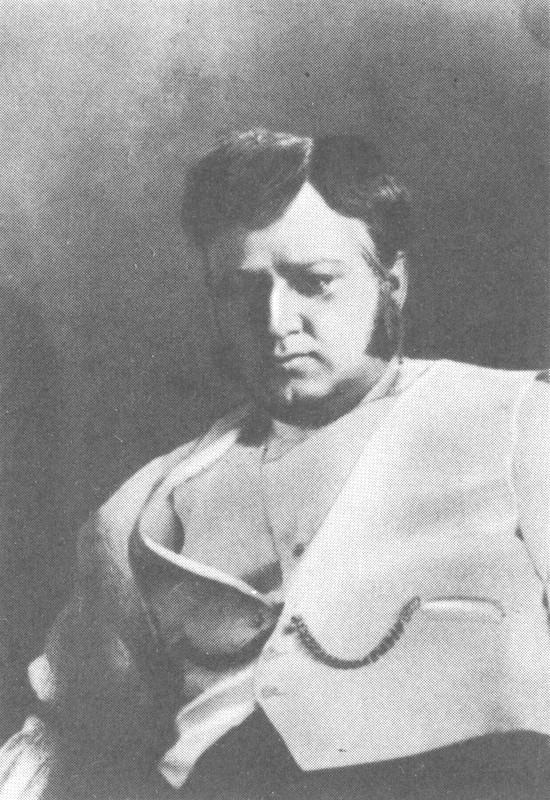
Борис Сушкевич в студийном спектакле «Потоп»

- Болеславский, Ричард Валентинович (по 1914 год)
- Бромлей, Надежда Николаевна (по мужу Сушкевич, жена Бориса Михайловича Сушкевича; по 1922 год)
- Готовцев, Владимир Васильевич (по 1924 год)
- Кузнецов, Степан Леонидович (по 1910 год)
- Попов, Владимир Александрович (по 1915 и в 1936—1968 годах)
- Сушкевич, Борис Михайлович (по 1924 год)

## 1909 год
- Воронов, Сергей Николаевич (по 1915 год)

## 1910 год
- Гзовская, Ольга Владимировна (по 1917 год)
- Гиацинтова, Софья Владимировна (по 1924 год)
- Дикий, Алексей Денисович

## 1911 год
- Берсенев, Иван Николаевич (по 1924 год)
- Бирман, Серафима Германовна (по 1924 год)
- Вахтангов, Евгений Багратионович (по 1919 год)
- Чебан, Александр Иванович (по 1924 и в 1936—1954 годах)

## 1912 год
- Попов, Алексей Дмитриевич (по 1917 год)

## 1913 год

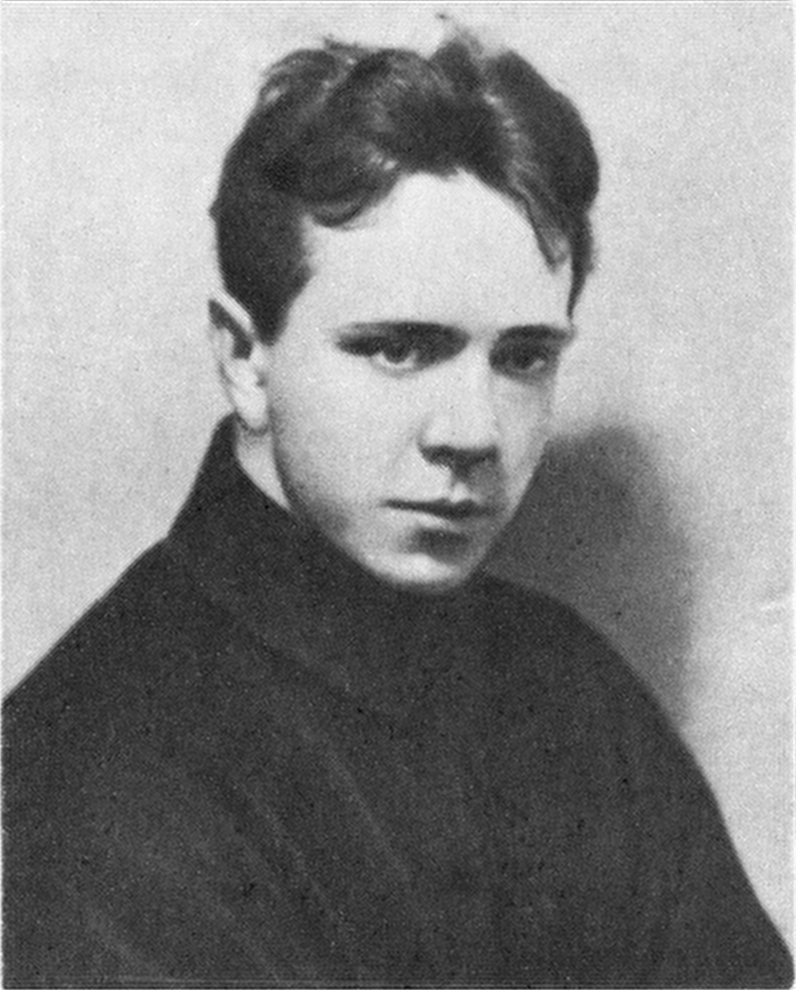
Михаил Чехов

- Бакланова, Ольга Владимировна (по 1926?)
- Гейрот, Александр Александрович (по 1923 и в 1935—1947 годах)
- Ребикова, Александра Васильевна (по 1919 год)
- Соколов, Владимир Александрович
- Чехов, Михаил Александрович

## 1914 год
- Дмоховская, Анна Михайловна (по 1955 год)
- Пыжова, Ольга Ивановна
- Шевченко, Фаина Васильевна (по 1959 год; сотрудница МХТ с 1909 года)

## 1915 год
- Смышляев, Валентин Сергеевич (по 1924 год)
- Шахалов, Александр Михайлович (по 1924 год)

## 1916 год
- Булгакова, Варвара Петровна (по 1922 год; во время гастролей осталась в США)
- Вербицкий, Всеволод Алексеевич (по 1949 год)
- Ершов, Владимир Львович (по 1964 год)
- Калужский, Евгений Васильевич (по 1952 год), сын артиста В. В. Лужского)

## 1917 год
- Успенская, Мария Алексеевна (по 1922 год; во время гастролей осталась в США)

## 1919 год
- Благонравов, Аркадий Иванович — актёр Первой студии МХАТ (МХАТа 2-го)

## 1921 год
- Волков, Леонид Андреевич (наст. фам. — Зимнюков; по 19 год и в 1943—1951 годах)

## 1922 год
- Блинников, Сергей Капитонович (по 1968 год)
- Морес, Евгения Николаевна (по 1955 год)
- Орлов, Василий Александрович (по 1974 год)
- Певцов, Илларион Николаевич (по 1925 год)
- Раевский, Иосиф Моисеевич (по 1972 год)
- Тарханов, Михаил Михайлович (настоящая фамилия — Москвин; по 1948 год), брат И. М. Москвина

## 1924 год
- Андровская, Ольга Николаевна (по 1975 год)
- Баталов, Николай Петрович (по 1937 год)
- Бендина, Вера Дмитриевна (по 1964 год)
- Гаррель, Софья Николаевна (по 1987 год, после раздела — актриса МХАТ имени А. П. Чехова)
- Грибов, Алексей Николаевич (по 1974 год)
- Добронравов, Борис Георгиевич (сотрудник МХТ c 1915, актёр с 1924 по 1949 год)
- Еланская, Клавдия Николаевна (по 1972 год)
- Жильцов, Алексей Васильевич (по 1930 год и в 1931—1972 годах)
- Завадский, Юрий Александрович (по 1931 год)
- Зуева, Анастасия Платоновна (по 1986 год)
- Кедров, Михаил Николаевич (по 1970 год)
- Кнебель, Мария Осиповна (по 1950 год)
- Комиссаров, Александр Михайлович (по 1975 год)
- Кудрявцев, Иван Михайлович (по 1966 год)
- Ливанов, Борис Николаевич (по 1970 год)
- Новиков, Василий Константинович (по 1956 год)
- Полонская, Вероника (Нора) Витольдовна (по 1935 и в 1938—1940 годах)
- Прудкин, Марк Исаакович (по 1987 год, после раздела — актёр МХАТ имени А. П. Чехова)
- Сластенина, Нина Иосифовна (по 1956 год)
- Соколова, Вера Сергеевна (по 1943 год)
- Станицын, Виктор Яковлевич (по 1976 год)
- Степанова, Ангелина Иосифовна (по 1987 год, после раздела — актриса МХАТ имени А. П. Чехова)
- Тарасова, Алла Константиновна (по 1973 год)
- Титушин, Николай Фёдорович (по 1957 год)
- Хмелев, Николай Павлович (по 1945 год)
- Яншин, Михаил Михайлович (по 1976 год)

## 1925 год
- Анисимова-Вульф, Ирина Сергеевна (по 1934 год)
- Коломийцева, Анна Андреевна (по 1974)
- Массальский, Павел Владимирович (по 1979 год)
- Яров, Сергей Григорьевич (по 1959 год)

## 1927 год
- Дорохин, Николай Иванович (по 1953 год)
- Топорков, Василий Осипович (по 1970 год)

## 1928 год
- Калинин, Сергей Иванович (по 1959 год)

## 1931 год
- Названов, Михаил Михайлович (по 1935 год, был репрессирован; и в 1957—1960)
- Пилявская, София Станиславовна, (по 1987 год, после раздела — актриса МХАТ им. А. П. Чехова)

## 1933 год
- Болдуман, Михаил Пантелеймонович (по 1983 год)
- Гжельский, Павел Николаевич — актёр, помощник режиссёра (по 1959 год)
- Кольцов, Юрий Эрнестович (по 1937, был репрессирован; и в 1956—1964)
- Кторов, Анатолий Петрович (по 1980 год)
- Ладынина, Марина Алексеевна (по 1935 год)
- Петкер, Борис Яковлевич (по 1983 год)
- Попова, Вера Николаевна (по 1964 год)
- Соснин, Николай Николаевич (настоящая фамилия — Соловьёв; по 1959 год)

## 1936 год
- Белокуров, Владимир Вячеславович (по 1973 год)
- Дементьева, Валерия Алексеевна (по 1987 год, после раздела — актриса МХАТ имени А. П. Чехова)
- Георгиевская, Анастасия Павловна (по 1987 год, после раздела — актриса МХАТ им. М. Горького)

## 1937 год
- Кондратьев, Никита Семенович (по 1986 год)
- Санаев, Всеволод Васильевич

## 1938 год
- Головко, Кира Николаевна (по 1950 и в 1957—1985 годах; с 1994 года — актриса МХТ им. Чехова)
- Боголюбов Николай Иванович (по 1958 год)

## 1940 год
- Гошева, Ирина Прокофьевна (по 1974 год)
- Павлов, Дмитрий Сергеевич (по 1941 год)

## 1941 год
- Пушкарёва, Любовь Васильевна (по 1987 год, после раздела — актриса МХАТ имени М. Горького)

## 1942 год
- Геловани, Михаил Георгиевич (по 1948 год)
- Калиновская, Галина Ивановна (по 1987 год, после раздела — актриса МХАТ имени М. Горького)

## 1943 год
- Леонидов, Юрий Леонидович
- Чернов, Петр Григорьевич

## 1944 год
- Орлов, Дмитрий Николаевич (по 1955 год)

## 1945 год
- Муравьёв, Владимир Николаевич (по 1973 год)
- Озеров, Николай Николаевич
- Покровский, Алексей Николаевич (по 1975 год)
- Терёшин, Игорь Михайлович (по 1963 год)

## 1947 год
- Анастасьева, Маргарита Викторовна (по 1985 год), обладательница диплома № 1 Школы-студии МХАТ
- Вербицкий, Анатолий Всеволодович (по 1977 год)
- Градополов, Константин Константинович (по 1987 год, после раздела — актёр МХАТ им. М. Горького)
- Давыдов, Владлен Семенович (по 1987 год, после раздела — актёр МХТ имени А. П. Чехова)
- Кошукова, Луиза Александровна (по 1987 год, после раздела — в МХАТ имени М. Горького)
- Махова, Татьяна Сергеевна(по 1987 год, после раздела — актриса МХАТ им. М. Горького)
- Ростовцева, Клементина Ивановна (по 1987 год, после раздела — актриса МХАТ им. М. Горького)
- Тарханов, Иван Михайлович (Москвин-Тарханов; по 1981 год), сын Михаила Тарханова
- Трошин, Владимир Константинович (по 1987 год, после раздела — актёр МХАТ им. М. Горького)
- Ханаева, Евгения Никандровна (по 1987 год)
- Хромова, Елена Афанасьевна (по 1987 год, после раздела — актриса МХАТ им. М. Горького)
- Юрьева, Маргарита Валентиновна (по 1987 год, после раздела — актриса МХАТ им. М. Горького)

## 1949 год
- Колчицкий, Галикс (Георгий) Николаевич (после раздела — актёр МХАТ им. Горького)

## 1950 год
- Ленникова, Татьяна Ивановна (по 1987 год, после раздела — актриса МХАТ имени А. П. Чехова)

## 1951 год
- Богомолов, Владимир Николаевич

## 1952 год
- Новосельский, Виктор Иванович

## 1953 год
- Баталов, Алексей Владимирович (по 1957 год)

## 1954 год
- Губанов, Леонид Иванович (по 1987 год, после раздела — актёр МХАТ им. Горького)
- Гуляева, Нина Ивановна (по 1987 год, после раздела — актриса МХТ им. А. П. Чехова)
- Зимин, Михаил Николаевич (по 1957 год и с 1958 года по 1987 год, после раздела — актёр МХАТ им. Горького)
- Харитонов, Леонид Владимирович (по 1987 год)

## 1955 год
- Смирнов, Борис Александрович (по 1982 год)
- Мизери, Светлана Николаевна (по 1956 год)
- Кваша, Игорь Владимирович (по 1957 год)

## 1956 год
- Максимова, Раиса Викторовна (по 1987 год, после раздела — актриса МХТ им. А. П. Чехова)

## 1958 год
- Пузырёв, Юрий Николаевич (по 1987 год, после раздела — актёр МХАТ им. М. Горького)
- Ромодина, Генриэтта Владимировна (по 1987 год, после раздела — актриса МХАТ им. М. Горького)

## 1959 год
- Лаврова Татьяна Евгеньевна (по 1961 и с 1978 года; после раздела — актриса МХТ им. Чехова)
- Невинный, Вячеслав Михайлович (по 1987 год, после раздела — актёр МАТ им. А. П. Чехова)

## 1961 год
- Иванов, Лев Васильевич
- Кашпур, Владимир Терентьевич (по 1987 год, после раздела — актёр МХТ им. А. П. Чехова)
- Петров, Виктор Григорьевич (по 1987 год, после раздела — актёр МХАТ им. М. Горького)

## 1962 год
- Десницкий, Сергей Глебович (после раздела — актёр МХТ им. Чехова)

## 1963 год
- Стриженов, Олег Александрович (сезон 1963/1964 и в 1966—1976 годах)
- Стриженова, Любовь Васильевна (после раздела — актриса МХТ им. Горького)

## 1964 год
- Абдулов, Всеволод Осипович (по 1987 год, после раздела — актёр МХАТ имени М. Горького)
- Королёва, Елена Георгиевна (по 1987 год, после раздела — актриса МХАТ имени М. Горького)
- Минина, Ксения Александровна (по 1987 год, после раздела — актриса МХТ имени А. П. Чехова
- Шевцов, Георгий Львович (по 1987 год, после раздела — актриса МХАТ имени М. Горького)

## 1965 год
- Мирошниченко, Ирина Петровна (по 1987 год, после раздела — актриса МХТ имени А. П. Чехова)
- Борзунов, Алексей Алексеевич (по 1987 год, после раздела — актёр МХАТ имени М. Горького)

## 1966 год
- Доронина, Татьяна Васильевна (по 1972 год и с 1983 года; после раздела в 1987 — художественный руководитель МХАТ им. Горького)

## 1967 год
- Киндинов, Евгений Арсеньевич (по 1987 год, после раздела — актёр МХТ им. Чехова)
- Киндинова (Стецюк), Галина Максимовна (по 1987 год, после раздела — актриса МХТ им. Чехова)
- Коркошко, Светлана Ивановна (по 1987 год, после раздела — актриса МХАТ имени М. Горького)

## 1970 год
- Дик, Александр Яковлевич (по 1987 год, после раздела — актёр МХАТ им. М. Горького)
- Ефремов, Олег Николаевич, с 1970 года — главный режиссёр, после раздела возглавил МХТ им. Чехова
- Жолобов Вячеслав Иванович (по 1987 год, после раздела — актёр МХТ им. А. П. Чехова)
- Шохин, Владимир Яковлевич (по 1976)

## 1971 год
- Евстигнеев, Евгений Александрович (по 1987 год, после раздела — актёр МХТ имени А. П. Чехова)
- Калягин, Александр Александрович (по 1987 год, после раздела — актёр МХТ им. А. П. Чехова)
- Сергачёв, Виктор Николаевич (по 1987 год, после раздела — актёр МХТ имени А. П. Чехова)

## 1972 год
- Барнет, Ольга Борисовна (по 1987 год, после раздела — актриса МХТ имени А. П. Чехова)
- Бронзова, Татьяна Васильевна (по 1987 год, после раздела — актриса МХТ имени А. П. Чехова)
- Засухин, Николай Николаевич (по 1987 год, после раздела — актёр МХАТ имени М. Горького)
- Засухина, Нина Ильинична
- Расцветаев, Вячеслав Николаевич (по 1987 год, после раздела — актёр МХАТ имени М. Горького)
- Щербаков, Борис Васильевич (по 1987 год, после раздела — актёр МХТ имени А. П. Чехова)

## 1973 год
- Крючкова, Светлана Николаевна (по 1975 год)
- Проклова, Елена Игоревна (по 1987 год, после раздела — актриса МХТ имени А. П. Чехова)

## 1974 год
- Васильева, Екатерина Сергеевна (по 1987 год, после раздела — актриса МХТ имени А. П. Чехова)
- Мочалов, Юрий Владимирович
- Попов, Андрей Алексеевич (по 1983 года)

## 1976 год
- Смоктуновский, Иннокентий Михайлович (по 1987 год, после раздела — актёр МХАТ им. А. П. Чехова)

## 1977 год
- Богатырёв, Юрий Георгиевич (по 1987 год, после раздела — актёр МХТ им. А. П. Чехова)
- Вознесенская Анастасия Валентиновна (по 1987 год, после раздела — актриса МХТ имени А. П. Чехова)
- Мягков, Андрей Васильевич (по 1987 год, после раздела — актёр МХТ имени А. П. Чехова)
- Саввина, Ия Сергеевна (по 1987 год, после раздела — актриса МХТ имени А. П. Чехова)

## 1980 год
- Бурков, Георгий Иванович (по 1987 год, после раздела — актёр МХАТ имени М. Горького, )
- Вертинская Анастасия Александровна (по 1987 год, после раздела — актриса МХАТ им. А. П. Чехова по 1989 год)
- Любшин, Станислав Андреевич (по 1987 год, после раздела — актёр МХТ им. А. П. Чехова)

## 1981 год
- Григорьев, Константин Константинович (по 1983 год)

## 1983 год
- Табаков, Олег Павлович (после раздела — актёр МХТ им. Чехова)

## 1984 год
- Борисов, Олег Иванович (по 1987 год, после раздела — актёр МХАТ им. А. П. Чехова по 1989 год)

## 1985 год
- Щербаков, Пётр Иванович (после раздела — актёр МХАТ имени А. П. Чехова)
- Медведева, Полина Владимировна (после раздела — актриса МХАТ имени А. П. Чехова)

## Народные артисты СССР в труппе Художественного театра
(Артисты и режиссёры Художественного театра в звании Народный артист СССР. В скобках указана дата присвоения звания)
- Константин Сергеевич Станиславский (1936)
- Владимир Иванович Немирович-Данченко (1936)
- Иван Михайлович Москвин (1936)
- Леонид Миронович Леонидов (1936)
- Василий Иванович Качалов (1936)
- Ольга Леонардовна Книппер-Чехова (1937)
- Борис Георгиевич Добронравов (1937)
- Алла Константиновна Тарасова (1937)
- Михаил Михайлович Тарханов (1937)
- Николай Павлович Хмелёв (1937)
- Ольга Николаевна Андровская (1948)
- Алексей Николаевич Грибов (1948)
- Клавдия Николаевна Еланская (1948)
- Владимир Львович Ершов (1948)
- Михаил Николаевич Кедров (1948)
- Борис Николаевич Ливанов (1948)
- Виктор Яковлевич Станицын (1948)
- Василий Осипович Топорков (1948)
- Фаина Васильевна Шевченко (1948)
- Михаил Михайлович Яншин (1955)
- Анастасия Платоновна Зуева (1957)
- Василий Александрович Орлов (1960)
- Ангелина Осиповна Степанова (1960)
- Марк Исаакович Прудкин (1961)
- Сергей Капитонович Блинников (1963)
- Анатолий Петрович Кторов (1963)
- Павел Владимирович Массальский (1963)
- Борис Яковлевич Петкер (1963)
- Борис Александрович Смирнов (1963)
- Владимир Вячеславович Белокуров (1965)
- Михаил Пантелеймонович Болдуман (1965)
- Андрей Алексеевич Попов (1965, Центральный театр Советской армии)
- Анастасия Павловна Георгиевская (1968)
- Алексей Васильевич Жильцов (1968)
- Иосиф Моисеевич Раевский (1968)
- Олег Николаевич Ефремов (1976)
- Иннокентий Михайлович Смоктуновский (1974, Малый театр, Москва)
- Олег Иванович Борисов (1978, Ленинградский БДТ им. М. Горького)
- Татьяна Васильевна Доронина (1981, Московский театр имени В. Маяковского)
- Евгений Александрович Евстигнеев (1983)
- Вячеслав Михайлович Невинный (1986)
- Евгения Никандровна Ханаева (1987)
- Олег Павлович Табаков (1988)
- Леонид Иванович Губанов (1989)
- Ия Сергеевна Саввина (1990)
- Михаил Николаевич Зимин (1991)
- Софья Станиславовна Пилявская (1991)

Народные артисты СССР Алексей Баталов (1976), Михаил Геловани (1950), Марина Ладынина (1950), Всеволод Санаев (1969), Олег Стриженов (1988) получили почётное звание после ухода из труппы МХАТ.

## Артисты, у которых год вступления в труппу МХТ пока не установлен

### До 1923 года
- Алексеев, Борис Сергеевич (по сцене Полянский) — брат К. С. Станиславского, недолгое время актёр
- Тамиров, Аким, в 1923 году во время гастролей остался в США
- Шайн, Тамара, в 1923 году во время гастролей осталась в США; жена А. Тамирова

- Вронская, Варвара Алексеевна
- Истрин
- Николаев, Вячеслав Адольфович — недолгое время состоял в труппе Художественного театра.
- Синицын, Виктор Алексеевич